# 香港MTR
MTR（エムティーアール、Mass Transit Railway）は、香港の主要鉄道路線システムである。中国語では港鉄（こうてつ、繁体字中国語: 港鐵）。
2007年12月2日に香港地鉄へ九広鉄路の運営権が譲渡、統合されて誕生した香港鉄路有限公司が運営している。

## 概要
1979年10月、観塘線の観塘駅から石硤尾駅間の開通を皮切りに、現在では香港島、九龍、新界、およびランタオ島の4地区で支線を含め全12路線・98駅と、新界北西部の軽鉄(ライトレール)を営業、一日の利用者数は約470万人程である。
2007年12月2日には、九広鉄路から、九広東鉄、九広西鉄、九広馬鉄、九広軽鉄の営業権を譲り受け、それぞれ東鉄線、西鉄線、馬鞍山線、軽鉄としての運営が開始された。このうち西鉄線と馬鞍山線は新規開業区間によって連結・一体化され、現在は屯馬線として運営されている。
ロゴマークは漢字の「木」の篆書体に由来し、「力・安定・成長」を意味する。また、2つの「M」や九龍半島と香港島を表す円弧を1つの棒で繋げることにも見える。

## 施設

### 車両

#### 旧香港地下鉄
- 香港地下鉄メトロキャメル電車（M-Train） - ■荃湾線・■港島線・■将軍澳線・■迪士尼線
- Rotem電車（K-Train） - ■東涌線・■将軍澳線
- ADtranz-CAF電車（A-Train） - ■東涌線・■機場快線
- 市区線中国長春製列車（C-Train） - ■観塘線
- 南港島線中国製列車（S-Train） - ■南港島線
- 市区線中国青島四方製列車（Q-Train）- ■観塘線・■港島線

旧香港地下鉄の路線で使用されている車両は2024年5月現在6種類存在する。一般車両については英国、日本、韓国、中国の各国で製造されている。メトロキャメル電車では元宗主国であったイギリスが建設した影響からか、ロンドン地下鉄と近いデザインの施しが随所に見られた。連結部は貫通しており扉は無く車両間の移動は自由である。また連結部の扉が無いため、直線部への列車進入時には前後では長い空間が広がる。座席は全てロングシートで、素材はステンレスである。2009年より優先席や車椅子専用エリアが設置された。
案内表示は各ドアに設置された路線図上のLEDの点灯により停車駅と運行されている路線を表示する。なお座席上にもLED画面が設置されているが、これは広告やニュースを流すためのものである。中車四方電車では、各ドア上にLCDが設置されている。
全ての路線でアルミまたはステンレス製の車両が使用され、先頭車両の前面にはMTRのコーポレートカラーである赤色の帯とロゴマークが施されている。一部ではラッピング車両の運行も実施している。
機場快線で使用される車両はスペインのCAFとドイツのADtranzの共同製造で、車両の座席はモケットの非転換式クロスシートとなっている。当初、各背部分には液晶ディスプレイが設置され、航空機の発着情報や空港の配置情報、香港市街の情報などを表示していたが、現在は撤去されている。室内のドア付近には手荷物置き場が設けられている他、機場駅ではエアポートエクスプレスのホームと空港の出発階または到着階との完全バリアフリー化が図られるなど、空港への連絡路線として支障のないよう設計されている。なお、エアポートエクスプレスの香港方先頭車は荷物専用車両で、香港駅と九龍駅のインタウンチェックイン（市中チェックインカウンター）で預けられた航空旅客の荷物が搭載され空港へ運ばれる。東涌線でも、機場快線と同じタイプの車両が用いられているが、様々な仕様に違いがある。
迪士尼線用車両はメトロキャメル電車を大改造したものが使用されており、MTR初の無人運転が行われている。ただし、手動運転用の運転台は通常の車両と同一のものが用意されている。
MTRの車両は全て冷房完備である。
車内アナウンスは、一般路線と機場快線ともに広東語、普通話（北京語）、英語の順に自動放送が行われる（当初は普通話でのアナウンスは無かった）。非常時を除き、乗務員によるアナウンスは行わない。また、次駅到着前には「広東語：請小心月台空隙 / 普通話：请小心月台的空隙 / 英語：Please mind the gap（訳：ホームとの隙間にご注意下さい）」という自動放送、ドア開閉時にはドアチャイムとともに、音声で「広東語：請勿靠近車門 / 普通話：请不要靠近车门 / 英語：Please stand back from the train doors（訳：ドア付近から離れて下さい）」という自動放送が必ず流される。

#### 旧KCR
- 九広鉄路メトロキャメル電車 - ■東鉄線 (2022年5月に引退済み)
- SP1900・1950形電車 - ■屯馬線
- 屯馬線中国製電車（TML C-Train）- ■屯馬線
- 東鉄線現代ロテム電車 （R-Train）- ■東鉄線

##### 軽鉄
- Comeng電車・川崎電車・Goninan電車・中国南京浦鎮電車

電化時に導入された車両はイギリスのメトロキャメル社製のものであり、全ての車両のドア数は3ドアとなっていた。3両編成×1本は未リニューアルのまま静態保存している。
メトロキャメル電車は1997年よりリニューアル工事を受けたのち、別名MLR車 (Mid-Life Refurbished train) と呼称されている。座席はMTRの車両と同じく、ステンレス製のロングシートが採用されている。加えて、車端部にステンレス製のクロスシートを備えている。また、一等車両（2ドア）以外の一般車両のドア数は5ドアに増設された。
SP1900・1950形は日本の近畿車輛及び川崎重工業製である。これは九広西鉄の開業に前後して導入されたものであり、車端部のクロスシートが無くなるなど、車内はよりMTRの車両と類似している。また1等車のシートについても若干グレードが上がっている。車両中央部には液晶ディスプレイが装備され、各種広告や情報が流されている。なお西鉄線および馬鞍山線にもほぼ同じ車両が導入されているが、一等車を連結しない、編成両数が異なる、車内案内表示器が異なるなどの差異がある。現代ロテム電車の導入に伴い、2021年2月に東鉄線からは引退した。その後は多くの車両が転用改造を経て屯馬線に転属した。
また軽鉄については、川崎重工業製の車両が導入されている。LRTは最大2両編成の連結で運転されているが、後部に連結される車両については、運転台のついていない連結専用のトレーラータイプの車両もある。

#### 高速鉄道
- CRH380A型電車 - ■広深港高速鉄道

度重なる工期延期を経て2018年に香港側全路線完成、同年9月23日より正式に全線開業した高速鉄道路線の広深港高速鉄道用に導入された。
中国本土のCRH380A型とほぼ同型の車両だが、編成の組成や塗装、機器などが変更されている。

### 駅構内
香港鉄路では駅施設のバリアフリー化が進められ、駅出入り口のエレベーター設置、転落防止や坑道風対策のホームドアを全ての地下駅への設置が行われた。
東涌線を除くMTR路線内の地下駅構内には、駅毎に異なる色のタイルが使用されており、独特の雰囲気を醸し出している。また構内のインフォメーションや誘導のサイン表示は全路線で統一されており、ピクトグラムの他に言語表示として中国語（繁体字）と英語で表記されている。駅アナウンスは列車内と同様に広東語、普通話（北京語）、英語の自動放送である。
改札内の駅構内には、トンネル壁面とエスカレーターの設置壁面、柱部分などに各種広告が掲出されている。改札外では、壁面にアクリル板やロール式表示機による広告が掲出されている。トンネル壁面の広告では液晶ディスプレイやプラズマディスプレイ、プロジェクターによる投影式で動画による広告も存在する。
ホーム上には、液晶ディスプレイが設置されている。中国語（繁体字）と英語で表記され、次列車の到着までの時間や、列車到着時の注意喚起だけでなく、香港鉄路からの情報や動画広告なども表示される。かつてはLED表示器であったが、2014年頃から順次、液晶ディスプレイへの置き換えが行われた。
乗車カード（切符）はプラスチック製の非接触型ICカードで、これは出札時に回収後に再利用されるため、破損させることは禁じられている。非接触型ICカードには、オクトパスカード（後述）、及び機場快線のみで使用されるMifare Ultralightカードが採用されている。
ほとんどのMTR駅構内に、セブンイレブンやサークルK（OK便利店）などの小規模型コンビニエンスストア、美心西餅などのケーキ店、零食物語/OKASHI LANDなどの菓子類の売店があり、飲食物や雑貨類が販売されている。他に利用者の多い駅には香港上海銀行 (HSBC) や恒生銀行 (Hang Seng Bank)、中国銀行 (Bank of China) などのATMコーナーが、また恒生銀行 (Hang Seng Bank) の銀行窓口が設置されており、出入金や外貨両替などの窓口業務を行っている。ただし、これらの店舗や施設は改札外にのみ設置されている（旺角東や香港など一部の駅には改札内に売店があったり、欣澳など一部の駅ホーム上にATMが設けられている例がある）。

## おもな違反罰則
おもな違反規則としては、
- 改札内施設（駅構内）・車内での飲食（実際には、この規則は必ずしも厳格に遵守されておらず、実施の側面も廃棄物放棄・施設汚損対策および、車内環境の保持である。改札内である駅ホーム、車内などでペットボトル飲料や菓子類を密かに飲食する乗客もおり、上述のように改札内で飲料類の販売も実施されていたりするが、あくまで「禁止」であるため、堂々と行う者は少ない。 餐車または、それに類する車両を連結していたり、飲食物の車内販売を実施している広州・上海・北京方面への「城際直通車」車内は除外されている）
- 施設内・車内での喫煙
- 施設内でのゴミ投棄
- 施設への落書き
- 施設への危険物持込
- 施設へのオーバーサイズの荷物の持込
- 乗車券折り曲げ（→再利用するため）
- 東鐵の頭等車輛（1st Class、日本のグリーン車に類似している）の不正乗車（一等券を持ってない、またはオクトパスカードへ一等に乗るための記録をしていない）
- 軽鉄への無賃（不正）乗車

などがある。特に、飲食で理由の如何を問わず車内を汚損した場合および、喫煙に関しては縛りが厳しいようである。違反した場合には罰金で最高5000香港ドルが課せられることとなっているが、欧州の同様規則（例えば「無札乗車は問答無用で一発摘発」）とは異なり、係員や清掃員の指示（いわゆる「お願い」・「前座」）に完全無視を決め込んだ場合などに、身分証・パスポート記載内容の記録とともに罰金を請求されるようである。なお、検札にて頭等車輛の不正乗車発覚の際は罰金500香港ドルを請求される。詳細は 香港鐵路附例（英文 ／ 繁体中文） なども参照。
なお、日本を除く大多数の国と同様に、車内において携帯電話等通信機器での通話・通信を制限する区域、啓発広報類などは存在しない。地下・海底区間も含め、ほとんどの区間が在港無線通信事業者の「圏内」であり、車内の位置や時間を問わず通話・通信を行う光景は日常的なものである。

## オクトパス（八達通）
香港では、公共交通機関の中では世界の先頭を切って、日本のソニーが開発した非接触型ICカード規格であるFeliCaを採用した「オクトパスカード（Octopus Card、八達通）」と呼ばれる交通プリペイドカードを1997年に導入した。現在、このICカードで香港域内の地下鉄、鉄道、バス、香港トラム、LRT、フェリー、ケーブルカーなど、タクシーを除く、香港域内ほとんどの公共交通機関において使用が可能である（タクシーはごく一部使用可能車両有り）。また市中のコンビニエンスストア、ファーストフード店、コーヒーショップ、主に大衆チェーンのレストラン、自動販売機、証明写真撮影機、公衆電話、駐車場の支払いなどの様々な加盟店・施設で電子マネーとしての決済使用が可能である。
運賃面での特徴としては、東鉄線において、ホーム上あるいは連結部に設置されたカードリーダにオクトパスをかざすことにより、1等車の利用手続きを行える、旧KCR直営のフィーダーバスや軽鉄と旧KCR鉄道線相互に乗り継ぐ際、フィーダーバスや軽鉄の運賃が後追いで無料サービスとなるシステム、普通乗車券よりも常に低廉な運賃、エアポート・エクスプレスとの乗り継ぎに関する1乗車の運賃免除、また「2乗車目10%引き」プロモーション、バスを乗り継ぐ際の割引、街中に設置された「fare saver」による割引サービス（カードをかざすだけで割引を受けられ、MTRを利用するように促す）などICカードであることの利点を活かしたサービスが行われている。

### 運賃・料金制度
相互駅間の運賃については、各駅において掲示され、日本におけるいわゆる「三角表」のような表も公式が公表している。
原則として距離を鑑みた構造になっているが、「海底トンネルを通過する区間」「馬場駅が発着に含まれる」「羅湖・落馬州駅が発着に含まれる」区間に関しては割り増しの計算が行われている。また、エアポートエクスプレスについては、他線との乗り継ぎを認めない独立運賃となっている（ただし先述のようにオクトパスでAELとの乗り継ぎに関する無償優遇は実施されている）。
また、小児の運賃と、敬老運賃が設定されている。他にも、東鉄線の1等車利用時の料金は原則として運賃と同額であるなど、わかりやすい制度となっている。
LRTは長らくゾーン制を採用し、ICカードでもゾーン性による運賃を適用していたが、2022年3月時点では現金運賃がゾーン制、IC運賃は対駅数区間制となっている。ただし、IC運賃は原則として同一駅相互間の現金運賃を上回ることがないように設定されている。

## 建設計画

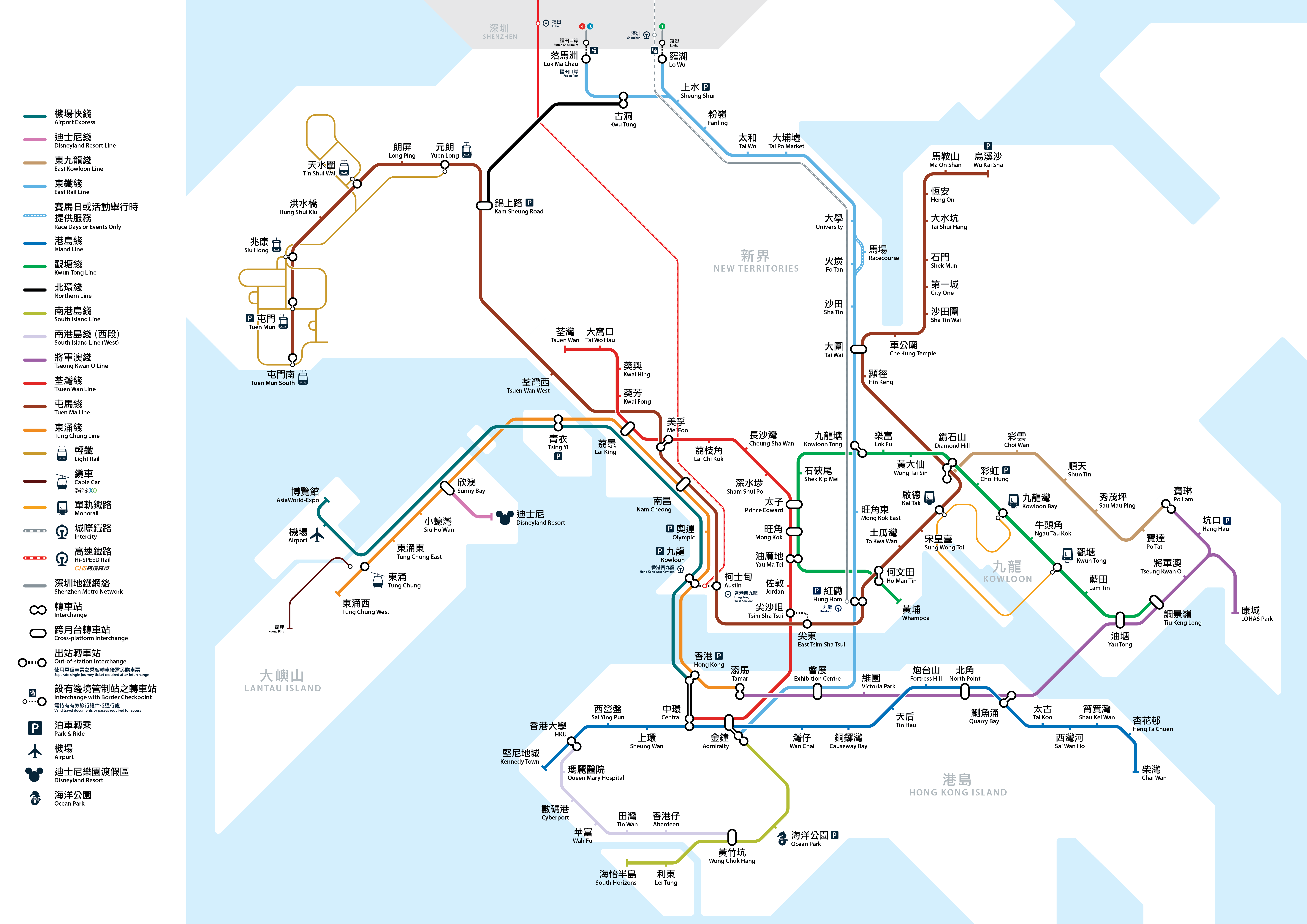
将来の香港MTR路線図

香港MTRでは2025年現在、以下のような新路線・新駅が建設中である。
- 東鉄線の上水駅 - 落馬洲駅間に古洞駅を、2027年の開業予定で建設中である。
- 東涌線の欣澳駅 - 東涌駅間に小蠔湾駅と東涌東駅を新設、さらに東涌駅から西へ延伸し、新設する東涌西駅まで至る計画があり、2029年~2030年頃の開業予定で建設中である。
- 屯馬線の兆康駅 - 天水囲駅間に洪水橋駅を新設、さらに路線を屯門駅から南へ延伸し、屯門碼頭付近に新設する屯門南駅まで至る計画があり、どちらも2030年頃の開業予定で建設中である。

そのほかにも、以下のような新路線・新駅の建設計画がある。
- 南港島線（西段）として、香港大学駅から黄竹坑駅に至る路線の計画があり、2027年~2028年頃に着工し、2034年頃に開業する計画である。
- 東鉄線のうち、駅間の長い大学駅 - 大埔墟駅間に白石角駅を建設し、2033年頃に開業させる計画がある。
- 北港島線として、将軍澳線を北角駅から西へ香港政府総部の近くに建設される添馬駅まで、同時に東涌線も香港駅から東へ添馬駅まで延伸する計画がある。
- 香港大学駅から、香港島とランタオ島の間に建設される人工島を経由し、欣澳駅、屯門南駅などを経由し、洪水橋駅に至る鉄道路線の計画がある。この路線は、洪水橋駅から北西にさらに延伸し、流浮山を経由して深圳方面に至る構想もある。
- その他にも、錦上路駅から古洞駅に至る北環線や、九龍塘駅から錦上路駅に至る中鉄線、粉嶺駅から深圳市との境界付近に新設する香園囲駅に至る新界東北線といった計画がある。

## 旧駅名
荃湾線と東鉄線に、開業当時から名前が変わった駅がいくつかある。以下に、その変遷を記す。

### 荃湾線
※左側が変更前、矢印を挟んで右側が変更後の駅名。中国語駅名・英語駅名のうちどちらか一方のみが変わったものについて、変わらなかった駅名は右側では記載を省略した。
- 茘湾（Lai Wan）→ 美孚（Mei Foo）
- 旺角（Argyle） → Mong Kok
- 油麻地（Waterloo）→ Yau Ma Tei
- 中環（Chater）→ Central

### 東鉄線
- 馬料水（Ma Liu Shui）→ 大学（University）
- 油麻地（Yaumati）→ 旺角（Mong Kok）→ 旺角東（Mong Kok East）
- 九龍（Kowloon）→ 紅磡（Hung Hom）

## 路線
|  |  |  |  |  |  |  |  |  |  |

### 営業路線
| 線色     | 路線名                   | 起点                     | 終点                          | 距離                           | 開通年 |
| -------- | ------------------------ | ------------------------ | ----------------------------- | ------------------------------ | --- |
|          | 東鉄線                   | 金鐘駅                   | 羅湖駅                        | 本線：40.5km 落馬洲支線：7.0km | 1910年 1982年（電化） |
| 落馬洲駅 | 東鉄線                   | 金鐘駅                   | 2007年（上水駅 - 落馬洲駅間） | 本線：40.5km 落馬洲支線：7.0km | |
|          | 観塘線                   | 調景嶺駅                 | 黄埔駅                        | 18.2km                         | 1979年 2016年（観塘線延線） |
|          | 荃湾線                   | 荃湾駅                   | 中環駅                        | 16.0km                         | 1982年 |
|          | 港島線                   | 柴湾駅                   | 堅尼地城駅                    | 16.3km                         | 1985年 2014年（西港島線） |
|          | 東涌線                   | 香港駅                   | 東涌駅                        | 31.1km                         | 1998年 |
|          | 機場快線                 | 香港駅                   | 博覧館駅                      | 35.3km                         | 1998年 |
|          | 将軍澳線                 | 宝琳駅                   | 北角駅                        | 本線：8.8km 支線：3.5 km       | 2002年 |
| 康城駅   | 将軍澳線                 | 2009年                   | 北角駅                        | 本線：8.8km 支線：3.5 km       | |
|          | 屯馬線                   | 烏溪沙駅                 | 屯門駅                        | 57km                           | 2003年（西鉄線） 2004年（馬鞍山線・尖沙咀支線） 2009年（九龍南線） 2020年（馬鞍山線を延伸・屯馬線一期として営業開始） 2021年（全線開通) |
|          | 迪士尼線                 | 欣澳駅                   | 迪士尼駅                      | 3.5km                          | 2005年 |
|          | 南港島線(東段)           | 海怡半島駅               | 金鐘駅                        | 7.4km                          | 2016年 |
|          | 軽鉄                     | 屯門区・元朗区・天水囲区 | 屯門区・元朗区・天水囲区      | 36.15km                        | 1988年 |
|          | 広深港高速鉄道（香港段） | 香港西九龍駅             | 福田駅                        | 26km                           | 2018年 |
| 計画路線 |                          |                          |                               |                                | |
|          | 東涌線                   | 東涌駅                   | 東涌西駅                      | －km                           | 2029年開業予定 |
|          | 屯馬線                   | 屯門駅                   | 屯門南駅                      | －km                           | 2030年開業予定 |
|          | 南港島線(西段)           | 香港大学駅               | 黄竹坑駅                      | －km                           | 未定／未着工 |